# Murkel Charlotte Schuberth
„Murkel“ Charlotte Schuberth auch Charlotte Murkel-Schuberth (* 29. März 1914, nach anderen Angaben 1917, in Kröslin im Kreis Greifswald; † 2000 in Kiel) war eine deutsche Malerin.

## Leben

### Werdegang
Murkel Charlotte Schuberth erhielt in Berlin Mal- und Zeichenunterricht bei Albert Schaefer-Ast und später in Prerow.
Zum Ende des Zweiten Weltkriegs flüchtete sie mit ihrem Sohn nach Kiel. Nach einem schweren Autounfall beschloss sie, sich ganz der Malerei zu widmen.
Ein Schleswig-Holstein Landesstipendium ermöglichte ihr 1959 einen Studienaufenthalt in Paris, dem in der Zeit von 1963 bis 1971 noch weitere mehrmonatige Aufenthalte folgten.

### Künstlerisches Wirken
Die Figuren, sei es der weibliche Akt oder ein Porträt, von Murkel Charlotte Schuberth, verharren in statuarischen Haltungen spannungsreich vor ornamental gestaltetem Grund. Sie entwickelte ihre Bilder stets aus der Zeichnung und bestimmend wurde die äußerst nuancierte, immer wieder ansetzende Kontur.
Seit 1971 lebte sie zurückgezogen in ihrem Kieler Atelier.
Ihr Nachlass befindet sich in der Schleswig-Holsteinischen Landesbibliothek.

## Trivia
Murkel Charlotte Schuberth signierte ihre Bilder mit ihrem Spitznamen Murkel, das landschaftlich umgangssprachlich für kleines Kind steht.

## Ausstellungen
Neben Ausstellungen in Galerien beteiligte sich Murkel Charlotte Schuberth von 1954 bis 1958, 1960, 1961 und 1968 an den Landesschauen schleswig-holsteinischer Künstler sowie an den Ausstellungen der Malerinnen und Bildhauerinnen im Kieler Landeshaus.
Das Textilmuseum in Neumünster widmete ihr 1964/1965 eine Ausstellung; auch die Stiftung Pommern in Kiel widmete ihr 1976 sowie 1984 Ausstellungen.
Zu ihrer Erinnerung hat das Künstlermuseum Heikendorf 2014 eine Ausstellung durchgeführt.

## Werke (Auswahl)
Werke von Murkel Charlotte Schuberth befinden sich im Kulturamt Kiel (heute: Amt für Kultur und Weiterbildung).
Sparkassenstiftung Schleswig-Holstein:
- Goldenes Paar
- Flament Louvre
- Madame Fleurette
- Katia Granoff
- Ballet de l`opera (Le sacre du printemps)
- Une Clocharde

Stadtgalerie Kiel:
- An der Förde (Blick zum Kieler Ostufer)
- Portrait Arbeiter aus "Les Halles de Paris"